# Große Häschenratte
Die Große Häschenratte (Leporillus conditor), auch Langohr-Häschenratte genannt, ist vermutlich der einzige noch lebende Vertreter der Gattung Australische Häschenratten innerhalb der Unterfamilie der Altweltmäuse (Murinae).    
Der Artzusatz im wissenschaftlichen Namen ist das lateinischer Wort conditor (Erbauer). Er bezieht sich auf die erschaffenen Nester.

## Aussehen
Mit einer Kopfrumpflänge von 17 bis 26 cm, einer Schwanzlänge von 14,5 bis 18 cm und einem Gewicht von 180 bis 450 g ist die Art ein größerer Vertreter der Altweltmäuse. Sie hat 4,0 bis 4,8 cm lange Hinterfüße und 2,8 bis 3,2 cm lange Ohren. Die Tiere haben ein kurzes und dichtes gelbbraunes bis graubraunes Fell, das am Bauch in cremefarben bis weißlich übergeht. Vor dem Übergang treten oft rötliche Schattierungen auf. Der Kopf besitzt eine kurze Schnauze, der übrige Körper eher rundlich geformt. Die Ohren sind länglich und schwarzbraun. Die hinteren Füße sind deutlich länger als die vorderen Pfoten. Sie sind mit Ausnahme eines weißen Flecks oder Strichs auf der Oberseite mit dunklen Haaren bedeckt. Der lange, dünne, behaarte Schwanz ist am Ende gefranst. Er hat eine dunkelbraune Oberseite und 
eine graue Unterseite. Bei Weibchen kommen zwei Paar Zitzen in der Leistengegend vor.

## Verbreitung

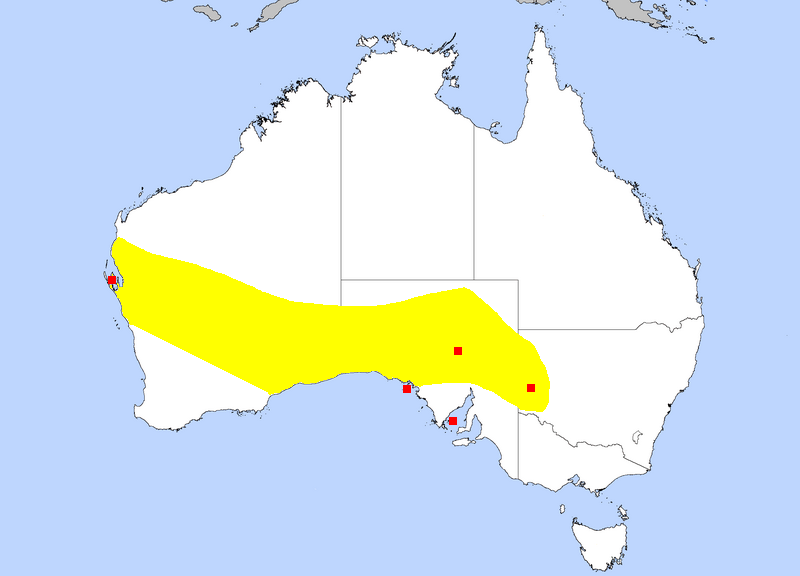
Verbreitungsgebiet der Großen Häschenratte: Das ehemals sehr große Nachweisgebiet (gelb) ist gegenüber früher auf einige Inseln sowie wenige kleine Wiederansiedlungsgebiete auf dem australischen Festland (rote Markierungen) reduziert.

Diese Art kam ursprünglich in den Bundesstaaten Westaustralien, New South Wales und Südaustralien vor. Dort bewohnte sie die Trockengrasebenen. Heute ist sie nur noch auf vorgelagerten Inseln oder in Schutzgebieten zu finden.
In den 1930er Jahren kam die Art nur noch auf den zirka 5 km² großen Franklin Islands vor, die zu Südaustralien gehören. Der Bestand war in dieser Zeit auf wenige hundert Exemplare geschrumpft. Nach Einrichtung von Aufzuchtprogrammen stieg die Population auf den Franklin Islands wieder auf etwa 1000 Exemplare. Weitere Große Häschenratten wurden auf Saint Peter Island (Südaustralien) und Salutation Island (Westaustralien) angesiedelt, wo die aktuellen Bestände (Stand: 2018) bei 1000 bzw. 600 Individuen liegen. Kleinere Schutzgebiete mit etwa 50 Tieren entstanden auf dem Festland.

## Lebensweise
Große Häschenratten ernähren sich vorwiegend pflanzlich, vor allem von Sukkulenten, von Blättern von Büschen, Kräutern und von Früchten, die gelegentlich mit Gräsern komplettiert werden. Sie benötigen kaum zusätzliche Flüssigkeitszufuhr.
Die geselligen, nachtaktiven Tiere leben paarweise oder in kleinen Gruppen zusammen. Sie bauen am Boden bis zu 1,50 Meter hohe Bodennester, in denen sie den Tag verschlafen. Die Nester liegen meist im Anschluss an einen Busch oder an einen hohlen Baum. In großen Nestern können sich gelegentlich Familien mit 10 oder selten 20 Exemplaren aufhalten. Die meisten Gruppen bestehen aus 5 oder 6 Individuen. Andererseits wurden ältere Weibchen registriert, die keine anderen Weibchen im Revier akzeptierten. Für die Nahrungssuche entfernen sich die Tiere selten weiter als 150 Meter vom Bau.

## Fortpflanzung
Die Fortpflanzung der Tiere kann in allen Jahreszeiten stattfinden, doch die meisten Nachkommen werden im Herbst und Winter geboren. Das Weibchen bringt pro Jahr mehrere Würfe, die aus bis zu vier Jungen bestehen, zur Welt. Davor sind sie etwa 44 Tage trächtig.

## Gefährdung
Da der Gesamtbestand dieser Tierart auf nur einige 1000 Exemplare geschätzt wird, gilt diese Art als bedroht. Ursachen für den andauernden Bestandsrückgang sind die Verfolgung der Tiere durch eingeschleppte Füchse und verwilderte Hauskatzen und die Zerstörung ihres Lebensraumes durch weidende Schafe und Kaninchen. Zum Schutz der Art wurden Schutzgebiete ausgewiesen, wichtig sind hier vor allem die Franklin-Inseln im Nuyts-Archipelago-Conservation-Park. Des Weiteren erfolgt die Zucht in Gefangenschaft und es laufen mehrere Forschungsprojekte zur Bestandsermittlung und zu Erhaltungsmaßnahmen. Die Art ist im Anhang I (totales Handelsverbot) des Washingtoner Artenschutzabkommen gelistet.